# Visočica
Visočica ([ʋisɔtʃitsa]), auch Brdo Grad ([br̩dɔ ɡrad], „Hügelstadt“) ist ein 767 m hoher Berg in Bosnien und Herzegowina. Der Berg weist von verschiedenen Punkten aus gesehen eine pyramidenähnliche Form auf. Daher wurde 2005 die Hypothese in die Welt gesetzt, er sei eine der angeblichen bosnischen Pyramiden. Dies wird von Archäologen und Geologen abgelehnt, da es sich um natürliche Gesteinsformationen handele.

## Lage und Umgebung
Der bewaldete Hügel liegt etwa 500 Meter südlich des Stadtrandes von Visoko, etwa 20 Kilometer nordwestlich von Sarajevo. Die Visočica erhebt sich etwa 200 Meter über ihr Umland und weist besonders nach Nordosten und Nordwesten auffällige Grate auf, die ihr ein pyramidenähnliches Aussehen verleihen.

## Geologie
Die Visočica besteht aus Brekzie, einem Sedimentgestein, das sich hier als Rest eines 7 Millionen Jahre alten Sees abgelagert hat und später in die Höhe geschoben wurde. Das Gestein bildet dabei plattige und eckige Brocken, wodurch auch die eckige Form des Hügels insgesamt entsteht.

## Geschichte
Im Neolithikum war die Umgebung des Hügels Heimat der Butmir-Kultur, die möglicherweise auch an der Visočica Spuren hinterlassen hat. Des Weiteren wird am Berg eine antike Nekropole vermutet, gravierte Steine könnten dafür sprechen, dass eine in byzantinischen Texten erwähnte Stadt hier lag. Aufgrund von Grabungen der Anhänger der Pyramidentheorie ist eine wissenschaftliche Untersuchung des Hügels und dort entdeckter Fundstücke jedoch kaum möglich.
Im Mittelalter war der Berg das Zentrum der damaligen bosnischen Hauptstadt Visoko, woher auch der Name Brdo Grad (oft auch kurz Grad) rührt. Der Name Visočica wurde erst in den 1960er-Jahren nach den ersten photogrammetrischen Aufnahmen der Umgebung durch die jugoslawische Armee geprägt.

## Visočica und die „Bosnischen Pyramiden“
2005 wurde der Berg bekannt durch den Autor und Bauunternehmer Semir Osmanagić. Er verbreitete die Theorie, der Berg sowie einige weitere Hügel in der Nähe seien keine natürlichen Gebilde, sondern von Menschen erbaute Pyramiden. Archäologen aus verschiedenen Ländern kamen hingegen zum Schluss, dass es sich um natürliche Strukturen handle. Osmanagić ließ umfangreiche Grabungen an den Flanken des Berges durchführen. Dabei wurden im Hügel Gänge gefunden, die von den Pyramidentheoretikern als Bestätigung ihrer Theorien gesehen werden, von Wissenschaftlern hingegen als Reste alter Minen erklärt werden.